# Alfonso X của Castilla

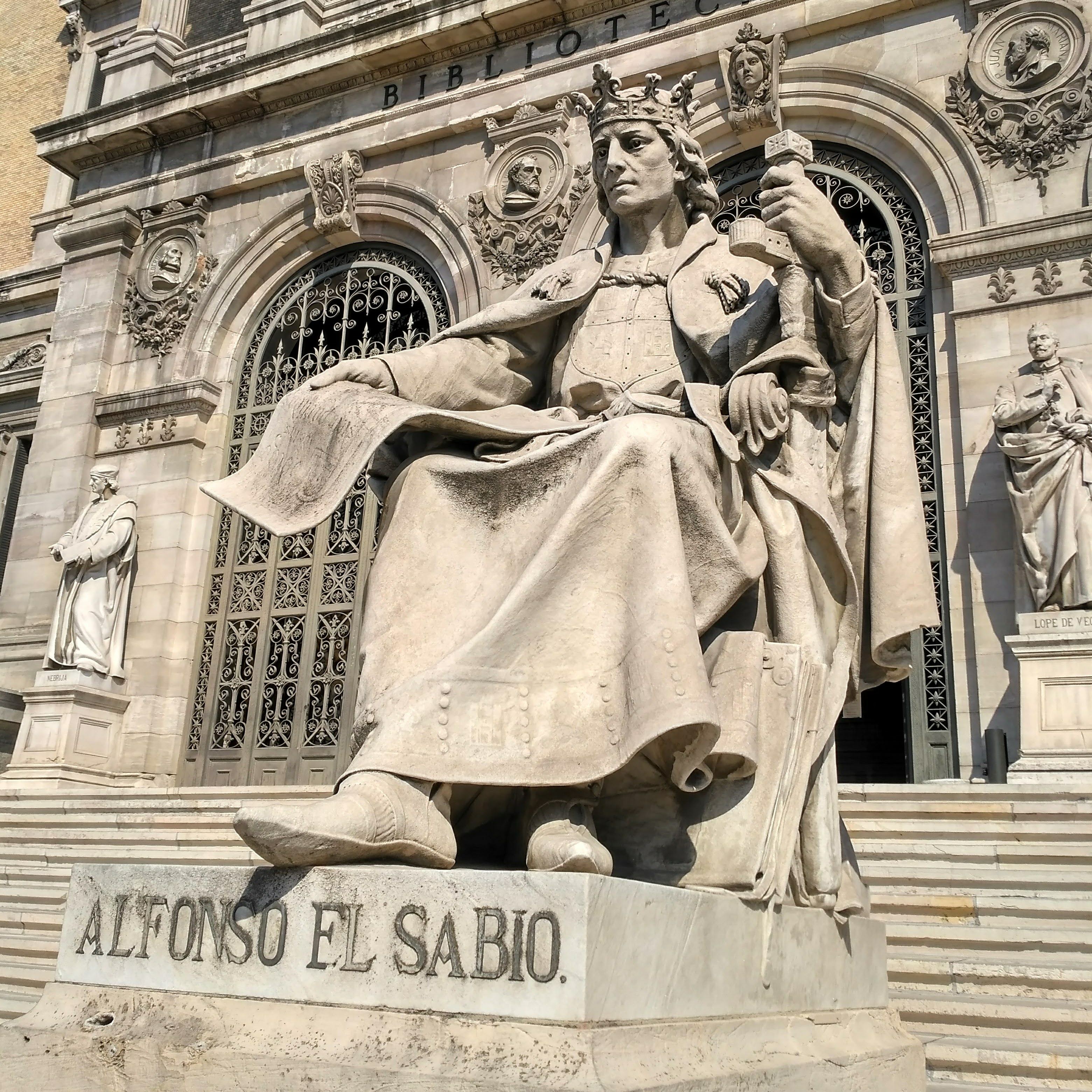

Alfonso X của Castilla (cũng đôi khi Alphonso X, Alphonse X, hoặc Alfons X, 23 tháng 11 năm 1221 - 4 tháng 4 năm 1284), được gọi là khôn ngoan (tiếng Tây Ban Nha: el Sabio) là vua của Castile, León và Galicia từ ngày 30 tháng 5 năm 1252 cho đến khi ông qua đời vào năm 1284. Ông được cho là tác giả của Cantigas de Santa Maria.

## Âm nhạc
Alfonso X đã ủy quyền hoặc đồng tác giả nhiều tác phẩm âm nhạc trong thời kỳ trị vì của ông. Những tác phẩm này bao gồm Cantigas d'escarnio e maldicer và Cantigas de Santa Maria ("Bài hát cho Đức Trinh Nữ Maria") được viết bằng tiếng Galicia-Bồ Đào Nha và là một trong những bộ tác phẩm quan trọng nhất của ông. Bao gồm 420 bài thơ với ký hiệu âm nhạc, nội dung nói về những phép lạ của Đức Trinh Nữ Maria. Một trong những điều kỳ diệu mà Alfonso liên quan là sự chữa lành của chính ông ấy ở Puerto de Santa María.